# Джиммі Леннон-молодший
Джиммі Леннон мл. (англ. Jimmy Lennon Jr., нар. 5 серпня 1958) — професійний конферансьє у світі боксу. Джиммі найнятий переважно «Showtime» і «Fox Sports» як диктор на рингу для телевізійної програми про бокс «Showtime Championship Boxing», і поточної телевізійної серії «Premier Boxing Champions» про події у світі боксу. Також він працює як диктор на рингу на боксерських подіях каналу ESPN, які влаштовує Top Rank Inc. під керівництвом Боба Арума. Леннон також працював у «Fox Sports», коли вона раніше мала права на професійний бокс, і був диктором поєдинків «Don King Promotions», які транслювали різні мережі. Він найбільш відомий своєю крилатою фразою «It's showtime!» («Настав час шоу!»), але ця фраза не вимовляється під час репортажів про боксерські бійки на каналах «Fox Sports».